# Birżebbuġa

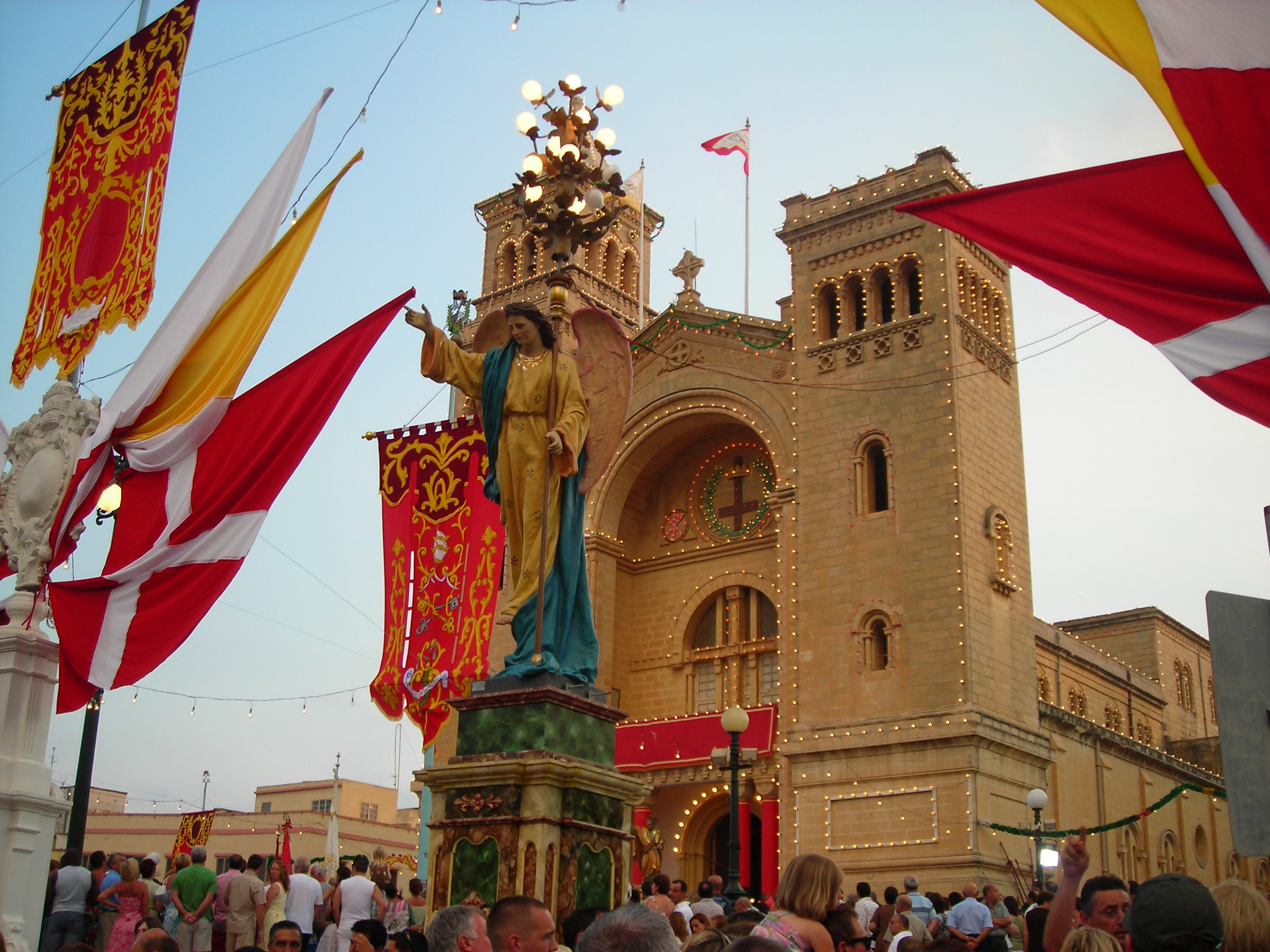
Birżebbuġa

Birżebbuġa är en stad och kommun på den södra delen av ön Malta, nära Marsaxlokk. Den ligger ungefär 13 kilometer från huvudstaden Valletta.  
Birżebbuġa har cirka 13 500 invånare (jan 2020). Namnet är maltesiska för "olivernas land". Staden är främst känd för de fossil från istiden som hittats i en närbelägen grotta vid namn Għar Dalam. 